# Bernd von Münchow-Pohl
Bernd von Münchow-Pohl (* 19. August 1955 in Braunschweig) ist ein deutscher Diplomat. Er war von 2021 bis 2022 Deutscher Generalkonsul in Lagos, Nigeria. Vorher war er von 2018 bis 2021 Deutscher Botschafter in Jamaika.

## Ausbildung
Von Münchow-Pohl begann nach dem Abitur 1974 in Gifhorn ein Studium der Geschichtswissenschaft und Germanistik an der Georg-August-Universität Göttingen und leistete zwischenzeitlich von 1976 bis 1977 Zivildienst an der Trinity Presbyterian Church in New York City. Nachdem er sein Studium 1980 mit der wissenschaftlichen Prüfung für das Lehramt an Höheren Schulen abgeschlossen hatte, arbeitete er 1981 als Lehrer an der Landespolizeischule Niedersachsen (LPSN) in Hann. Münden. Im Anschluss arbeitete er von 1982 bis 1984 als Wissenschaftliche Hilfskraft am Max-Planck-Institut für Geschichte (MPIG) in Göttingen und schloss dort 1985 auch seine Promotion zum Dr. phil. mit der Dissertation Zwischen Reform und Krieg. Untersuchung zur Bewusstseinslage in Preussen 1809–1812 ab. Daraufhin war er von 1985 bis 1986 als Betreuer bei der Bundesvereinigung Lebenshilfe in Berlin beschäftigt.

## Laufbahn
1986 begann von Münchow-Pohl den Vorbereitungsdienst für den höheren Auswärtigen Dienst und war nach dessen Abschluss zwischen 1988 und 1991 zunächst an der Botschaft in Südkorea sowie anschließend von 1991 bis 1994 an der Botschaft in den Vereinigten Staaten tätig. Nach einer Verwendung zwischen 1994 und 1997 in der Zentrale des Auswärtigen Amtes fungierte er von 1997 bis 2001 Ständiger Vertreter des Botschafters in Jamaika. Nach seiner Rückkehr war er zwischen 2001 und 2005 stellvertretender Referatsleiter im Auswärtigen Amt sowie von 2005 bis 2008 Leiter des Wirtschaftsdienstes der Botschaft in Indien. Daraufhin war von Münchow-Pohl zwischen 2008 und 2011 Leiter des Deutschlandzentrums der Botschaft in den Vereinigten Staaten sowie anschließend von 2011 bis 2012 Visiting Scholar beim Carnegie Endowment for International Peace in Washington, D.C., ehe er zwischen 2012 und 2015 Referatsleiter im Auswärtigen Amt war. Im Juli 2015 wurde von Münchow-Pohl als Nachfolger von Michael Feiner Botschafter der Bundesrepublik Deutschland in Niger. 2018 wechselte er als Botschafter an die Deutsche Botschaft in Kingston, Jamaika. Im August 2021 ging er als Generalkonsul an die Deutsche Botschaft in Lagos, Nigeria. 2022 trat er in den Ruhestand ein. Er übernahm jedoch von 2023 bis 2024 das Amt des Geschäftsträgers an der Deutschen Botschaft Ouagadougou.

## Privatleben
Bernd von Münchow-Pohl ist verheiratet und hat zwei Kinder.

## Veröffentlichung
- Zwischen Reform und Krieg. Untersuchung zur Bewusstseinslage in Preussen 1809–1812, Dissertation Universität Göttingen, 1987, ISBN 3-525-35623-4